# Shelfordina uniformis
Shelfordina uniformis är en kackerlacksart som först beskrevs av Hanitsch 1933.  Shelfordina uniformis ingår i släktet Shelfordina och familjen småkackerlackor. Inga underarter finns listade i Catalogue of Life.